# Panská Ves
Panská Ves (německy Herrndorf) je malá vesnice v Libereckém kraji v okrese Česká Lípa. Je součástí města Dubá.

## Historie
První písemná zmínka o vesnici pochází z roku 1790.

## Obyvatelstvo
Při sčítání lidu v roce 1921 ve vsi žilo devadesát obyvatel (z toho 41 mužů) německé národnosti a římskokatolického vyznání. Podle sčítání lidu z roku 1930 měla vesnice osmdesát obyvatel: tři Čechoslováky a 77 Němců. Všichni byli římskými katolíky.

## Observatoř

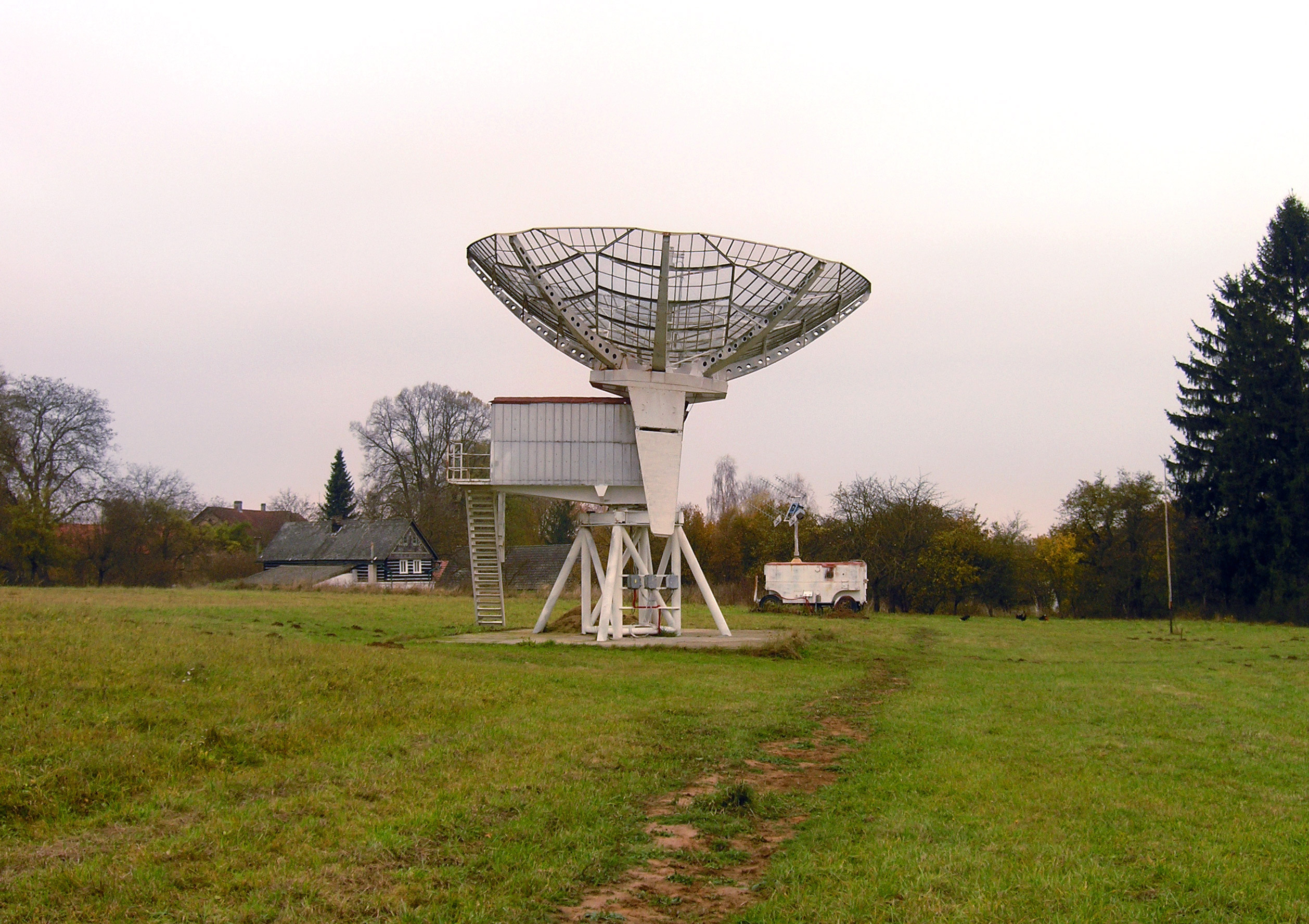
Teleskopy observatoře

Ve vsi se nachází Observatoř Panská Ves a telemetrická stanice, které zde provozuje Ústav fyziky atmosféry Akademie věd ČR jako své detašované pracoviště. Po dobu 35 let – do prosince 2002 – odtud bylo například udržováno spojení s družicemi Magion 1 až 5.

## Turistika

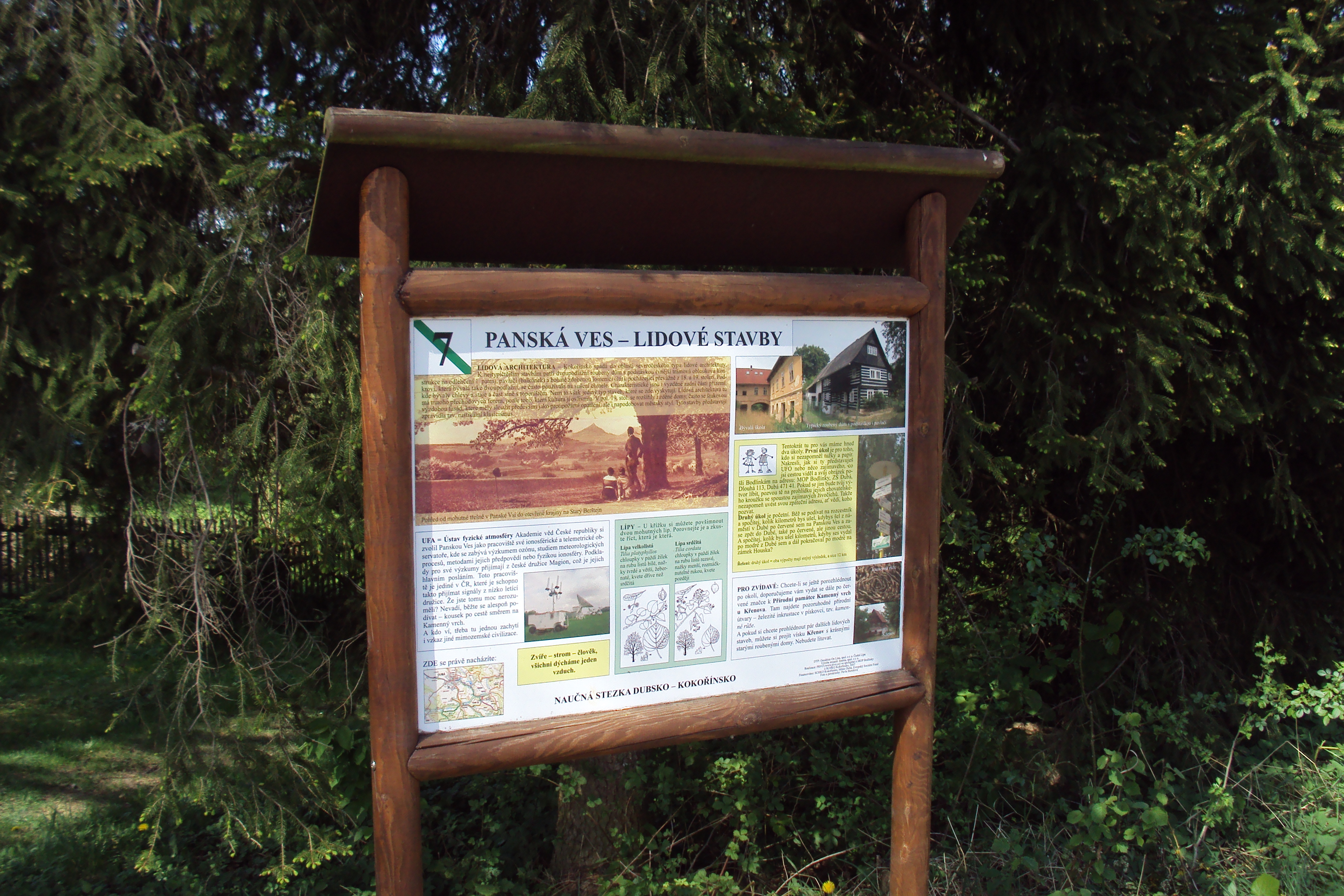
Tabule naučné stezky

Vesnicí prochází značené turistické trasy od tři kilometry vzdáleného městečka Dubá k centrálním partiím Kokořínska. Nejbližším z cílů může být 1,5 kilometru vzdálený Velký beškovský vrch. U rozcestníku je i tablo naučné stezky Dubsko – Kokořínsko, protože Panská Ves je součástí tohoto okruhu. Přes vesničku umístěnou oproti Dubé vysoko nevede žádná cyklotrasa, do vsi je možné zajet autem po silnici od Nedamova.